# Xã Lancaster, Quận Wells, Indiana
Xã Lancaster (tiếng Anh: Lancaster Township) là một xã thuộc quận Wells, tiểu bang Indiana, Hoa Kỳ. Năm 2010, dân số của xã này là 5.705 người.